# Gerhard Pahl
Gerhard Pahl (* 25. Juni 1925 in Berlin; † 18. Oktober 2015 in Darmstadt) war ein deutscher Maschinenbauingenieur und Konstruktionswissenschaftler. Er war von 1965 bis 1990 Professor im Fachbereich Maschinenbau der Technischen Universität Darmstadt.

## Leben
Gerhard Pahl wurde als Sohn von August und Martha Pahl, geborene Dreyer, am 25. Juni 1925 in Berlin geboren. Nach seinem Kriegseinsatz im Zweiten Weltkrieg und anschließender amerikanischer Kriegsgefangenschaft begann er im Oktober 1946 als einer der 40 ersten ein Maschinenbaustudium an der damals noch so heißenden Technischen Hochschule Darmstadt. 1951 schloss Pahl sein Studium mit dem Titel Diplom-Ingenieur ab und promovierte 1955 mit der Dissertation Untersuchungen von offenen Ringen als Sicherungselemente im Maschinenbau. Von 1955 bis 1964 arbeitete er beim Elektronikkonzern Brown, Boveri & Cie in Mannheim als Versuchsingenieur, Konstrukteur und Entwicklungsleiter, vorrangig im Entwicklungsbereich des Turbinen- und Strömungsmaschinenbaus. 1964 wurde Pahl auf den Lehrstuhl für Maschinenelemente an seiner alten Hochschule berufen und, obwohl noch nicht im Amt, schon in den Kreis seiner Kollegen aufgenommen. 1965 folgte er dann dem Ruf der TH Darmstadt als Ordentlicher Professor für Maschinenelemente und Konstruktionslehre, wo er bis zu seiner Emeritierung im Jahr 1990 lehrte und forschte. Zu seinen Lehr- und Forschungsschwerpunkten gehörten der Entwurfsprozess einschließlich einer rechnerunterstützten Gestaltung (er erkannte die Möglichkeiten von CAD früh, schrieb darüber das Buch Konstruieren mit 3D-CAD-Systemen), Sicherheits- und Kostenfragen, Baureihen und Baukastensysteme sowie psychologische Analysen der menschlichen Kreativität. Pahls wegweisende Arbeiten, vor allem zur Konstruktionslehre, hatten großen Einfluss auf den Fortschritt in den Konstruktionswissenschaften und verschafften ihm fachliche Anerkennung sowie auch ein internationales Renommee.
Sein 1977 gemeinsam mit Wolfgang Beitz verfasstes Handbuch Konstruktionslehre gilt mit seinen zahlreichen Neuauflagen bis heute als Standardwerk und wurde in sieben Sprachen übersetzt. 1974 war Pahl Mitbegründer der Wissenschaftlichen Gesellschaft für Produktentwicklung, für die er sich zunächst als Vizepräsident und dann als Präsident zur Verfügung stellte. Er engagierte sich auch im Bereich der Wissenschaftspolitik; so bekleidete er von 1978 bis 1984 die Ämter des Vizepräsidenten der Deutschen Forschungsgemeinschaft und des Vorsitzenden des Ausschusses für Angewandte Forschung. Von 1980 bis 1986 war er zudem Senats-Mitglied der Fraunhofer-Gesellschaft. Im Dezember 1984 gehörte Pahl zu den Akteuren einer Gründungskommission der (West-)Berliner Akademie der Wissenschaften, deren Mitglied er bis zu deren durch die deutsche Wiedervereinigung bedingten Schließung 1991 war. Die Nachfolgeorganisation, die Berlin-Brandenburgische Akademie der Wissenschaften, wählte ihn 1994 zu ihrem Außerordentlichen Mitglied. Von 1988 bis 1998 war er im Beraterausschuss des Daimler-Benz-Konzerns in Ladenburg und von 1992 bis 1998 als dessen Ausschuss-Vorsitzender tätig. Pahls internationale Reputation als Wissenschaftler bezeugen seine zahlreichen Auszeichnungen, wie das Bundesverdienstkreuz erster Klasse, die DECHEMA-Medaille, die Ehrenmedaille in Gold des Vereins Deutscher Ingenieure (VDI) und die Erasmus-Kittler-Medaille der Technischen Universität Darmstadt. Seinen außergewöhnlichen Rang als Forscher belegen die ihm verliehenen Ehrendoktorwürden der Technischen Universität München, der Tongji-Universität Shanghai (China), wo er 1984 auch als Honorarprofessor unterrichtete, der Universität der chemischen Industrie Veszprém (Ungarn) sowie zuletzt, 1993, der Technischen Universität Berlin.
Kurz nach der Vollendung seines neunzigsten Lebensjahres verstarb Gerhard Pahl am 18. Oktober 2015 und hinterließ seine Frau und zwei Kinder, ein Sohn und eine Tochter.
Im Juni 2017 wurde der Neubau des Lehrzentrums im Fachbereich Maschinenbau der Technischen Universität Darmstadt nach Gerhard Pahl benannt.

## Auszeichnungen
- 1982: DECHEMA-Medaille
- 1984: Verdienstkreuz I. Klasse des Verdienstordens der Bundesrepublik Deutschland
- 1986: Ehrenmedaille in Gold des Vereins Deutscher Ingenieure
- 1993: Grashof-Gedenkmünze des VDI
- 2005: Erasmus-Kittler-Medaille

## Veröffentlichungen
- Gerhard Pahl: Untersuchung von offenen Ringen als Sicherungselemente im Maschinenbau, Technische Hochschule Darmstadt, Fachbereich für Maschinenbau, Darmstadt 1954 (Dissertation).
- Gerhard Pahl, Wolfgang Beitz: Konstruktionslehre. Handbuch für Studium und Praxis, Springer, Berlin/Heidelberg/New York, 1977. ISBN 3-540-07879-7.
  - Gerhard Pahl, Wolfgang Beitz: A géptervezés elmélete és gyakorlata, Műszaki Könyvkiadó, Budapest 1981. ISBN 963-10-3796-7.
  - Gerhard Pahl Wolfgang Beitz: Nauka konstruowania, Wydawnictwa Naukowo-Techniczne, Warszawa 1984. ISBN 83-204-0461-4.
  - Gerhard Pahl, Wolfgang Beitz: Engineering design, The Design Council, London 1984. ISBN 0-85072-124-5.
  - Gerhard Pahl, Wolfgang Beitz: Koneen suunnitteluoppi, MET, Helsinki 1992. ISBN 951-817-468-7.
  - Gerhard Pahl, Wolfgang Beitz: Kōgaku sekkei, Baifūkan, Tōkyō 1995. ISBN 978-4-56303484-9.
  - Gerhard Pahl, Wolfgang Beitz: Konghak-sŏlgye-ron, Tongmyŏngsa, Sŏul 1998. ISBN 89-411-0229-4.
  - Gerhard Pahl, Wolfgang Beitz: Mühendislik tasarımı. Sistematik yaklaşım, Hatiboğlu, Ankara 2010. ISBN 978-975-8322-34-3.
- Gerhard Pahl, Frank Rieg: Kostenwachstumsgesetze für Baureihen. Mit zahlreichen Anwendungsbeispielen und Rechnerprogrammen für die Konstruktionspraxis, Hanser, München/Wien 1984. ISBN 3-446-14100-6.
- Gerhard Pahl: Tragfähigkeit von Sicherungsringverbindungen, Frankfurter Verlags-Anstalt, Frankfurt am Main 1985.
- Gerhard Pahl, R. Henkhaus: Aktuelle Werkstoff- und Verarbeitungsfragen des Apparatebaus. Vorträge vom 15. Konstruktions-Symposion der DECHEMA am 15. und 16. Januar 1986 (= Dechema-Monographien, Band 103), VCH, Basel 1986. ISBN 3-527-10990-0.
- Gerhard Pahl (Hrsg.): Begriffssammlung auf dem Gebiet der Normung. Gegenüberstellung DIN – TGL (= DIN-Normungskunde; Band 27), Beuth, Berlin/Köln 1990. ISBN 3-410-12552-3.
- Gerhard Pahl: Konstruieren mit 3D-CAD-Systemen, Springer, Berlin/Heidelberg/New York […] 1990. ISBN 3-540-52234-4.
- Gerhard Pahl (Hrsg.): Zwei Jahrzehnte Kooperation im Maschinenbau. TH Darmstadt – Universität Veszprém. Bericht einer Partnerschaft (= THD-Schriftenreihe Wissenschaft und Technik; Band 58), Technische Hochschule Darmstadt, Darmstadt 1992. ISBN 3-88607-082-4.
- Gerhard Pahl (Hrsg.): Professor Dr.-Ing. E.h. Dr.-Ing. Wolfgang Beitz zum Gedenken. Sein Wirken und Schaffen, Springer, Berlin/Heidelberg 1998. ISBN 978-3-662-41164-3
- Manfred Hampe, Gerhard Pahl (Hrsg.): Zur Geschichte des Maschinenbaus an der Technischen Universität Darmstadt (= Technikgeschichte in Einzeldarstellungen), VDI-Verlag, Düsseldorf 2008. ISBN 978-3-18-150053-8.

## Festschriften
- Festschrift Professor Dr.-Ing. Dr. h.c. Gerhard Pahl zu seinem 65. Geburtstag, Technische Hochschule Darmstadt, Fachgebiet für Maschinenelemente und Maschinenakustik, Darmstadt 1990.